# Kapiton Naczkebia
Kapiton Naczkebija (ros. Капитон Григорьевич Начкебия, ur. 24 grudnia 1901?/6 stycznia 1902 we wsi Kotianeti w guberni kutaiskiej, zm. 13 listopada 1973 w Tbilisi) – funkcjonariusz radzieckich służb specjalnych, ludowy komisarz spraw wewnętrznych Abchaskiej ASRR (1941), minister spraw wewnętrznych Abchaskiej ASRR (1953).

## Życiorys
Z pochodzenia Gruzin, od stycznia 1923 w milicji w Achalciche, później zastępca szefa i szef rejonowego oddziału milicji, w latach 1930-1931 pełnomocnik GPU we wsi Luksemburg, od sierpnia 1931 członek WKP(b). Od stycznia 1931 do października 1937 pełnomocnik i pełnomocnik operacyjny Pełnomocnego Przedstawicielstwa OGPU Zakaukaskiej FSRR/NKWD Gruzińskiej SRR, od 13 stycznia 1936 porucznik bezpieczeństwa państwowego, od października 1937 do maja 1939 szef rejonowego oddziału NKWD, od maja do września 1939 zastępca szefa, a od września 1939 do 31 maja 1940 szef Zarządu Milicji Robotniczo-Chłopskiej (URKM) NKWD Gruzińskiej SRR, 19 lipca 1939 mianowany starszym porucznikiem bezpieczeństwa państwowego. Od 31 maja 1940 do 26 marca 1941 zastępca ludowego komisarza spraw wewnętrznych Adżarskiej ASRR, 19 grudnia 1940 awansowany na kapitana bezpieczeństwa państwowego, od 26 marca do 16 sierpnia 1941 ludowy komisarz spraw wewnętrznych Abchaskiej ASRR, od sierpnia 1941 do 23 sierpnia 1942 ponownie zastępca ludowego komisarza spraw wewnętrznych Adżarskiej ASRR, 5 maja 1942 awansowany na majora bezpieczeństwa państwowego. Od 23 sierpnia 1942 do października 1949 szef URKM i zastępca ludowego komisarza/ministra spraw wewnętrznych Gruzińskiej SRR, od października 1949 do 23 sierpnia 1950 szef zarządu milicji i zastępca ministra spraw wewnętrznych Gruzińskiej SRR, 16 września 1950 zwolniony ze służby. Od 14 kwietnia do sierpnia 1953 minister spraw wewnętrznych Abchaskiej ASRR, następnie na emeryturze.

## Odznaczenia
- Order Lenina (30 kwietnia 1946)
- Order Czerwonego Sztandaru (trzykrotnie - 8 marca 1944, 15 stycznia 1945 i 18 sierpnia 1945)
- Order Wojny Ojczyźnianej I klasy (3 grudnia 1944)
- Order Wojny Ojczyźnianej II klasy (dwukrotnie - 24 lutego 1946 i 24 sierpnia 1949)
- Order Czerwonej Gwiazdy (21 kwietnia 1943)
- Odznaka "Honorowy Funkcjonariusz Czeki/GPU (XV)" (2 marca 1937)

I 5 medali.